# Industrie- und Handelskammer Ostwestfalen zu Bielefeld
Die Industrie- und Handelskammer Ostwestfalen zu Bielefeld ist eine Körperschaft öffentlichen Rechts und hat die gesetzliche Aufgabe, das Gesamtinteresse der zugehörigen Gewerbetreibenden und Unternehmen in Ostwestfalen, also  in der kreisfreien Stadt Bielefeld sowie den Kreisen Gütersloh, Herford, Höxter, Minden-Lübbecke und Paderborn wahrzunehmen. Darüber hinaus bietet sie Fortbildungsangebote, nimmt Prüfungen ab und berät zu allen Fragen des unternehmerischen Handelns, insbesondere Steuer- und Rechtsfragen.

## Sitz und Organisation
Die Industrie- und Handelskammer (IHK) hat ihren Sitz in Bielefeld an der Elsa-Brändström-Straße. Es befinden sich Zweigstellen in Paderborn und Minden.

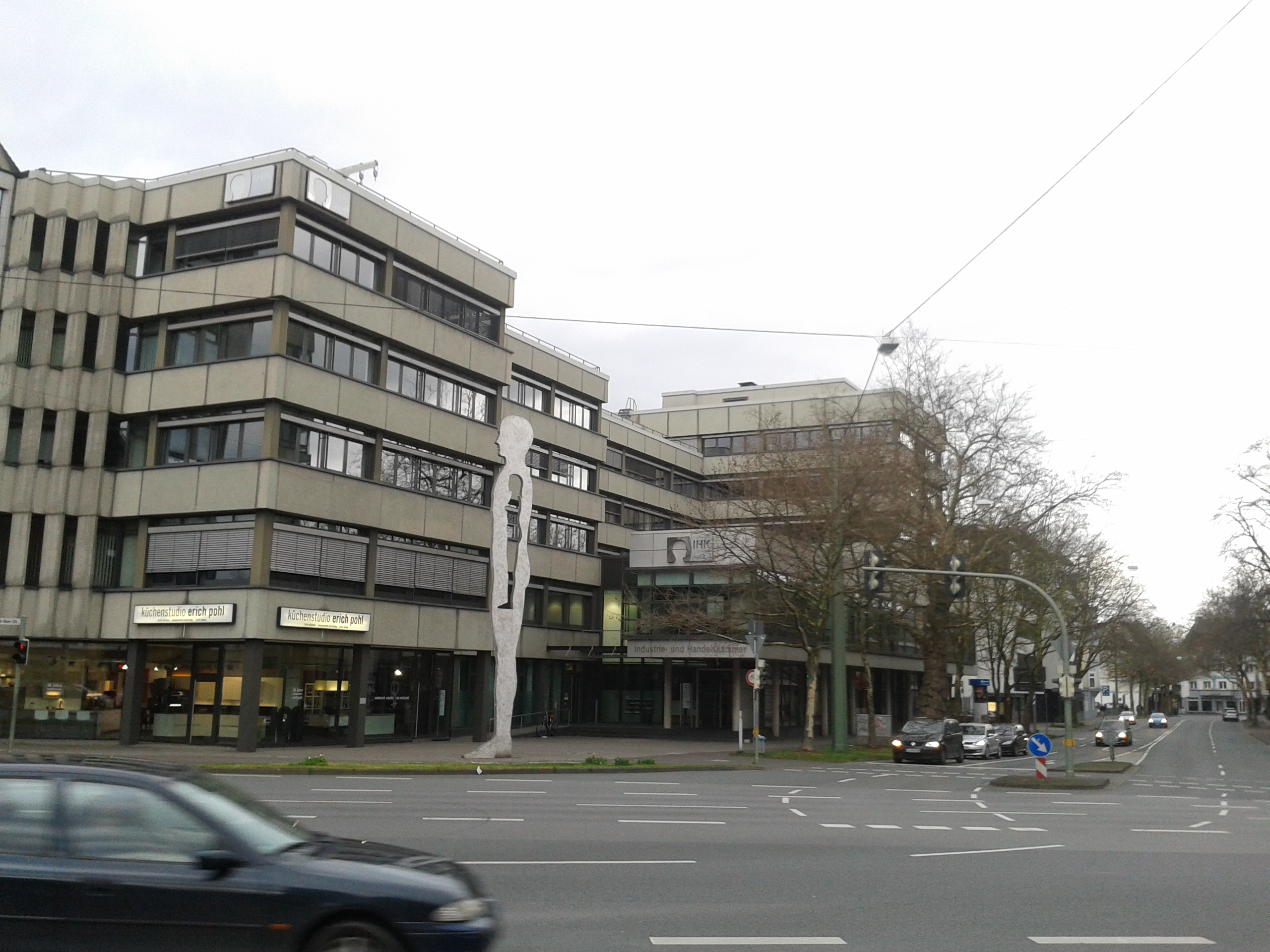
Hauptsitz der IHK Ostwestfalen in Bielefeld.

Wie jede IHK besteht sie aus allen Mitgliedern, einer daraus entsandten Vollversammlung, dem Präsidium sowie der Hauptgeschäftsführung. Präsidium und Vollversammlung bilden Ausschüsse, in denen Grundsatzfragen der Kammerarbeit erörtert werden, zum Beispiel bezogen auf das Steuerrecht oder die Energieversorgung. Die Hauptgeschäftsführung leitet die Geschäftsbereiche der IHK und somit vor allem das Tagesgeschäft. Mit ihr arbeiten die Leitungen der IHK-Akademie Ostwestfalen und die Verwaltungs- und Wirtschaftsakademie zusammen. Als Teilbereiche besitzt die IHK Ostwestfalen zudem zwei Verbände der Wirtschaftsjunioren (Bielefeld und Paderborn / Höxter) sowie eine Umweltstiftung.

## Geschäftsbereiche und Tätigkeiten
Die Industrie- und Handelskammer Ostwestfalen zu Bielefeld gliedert sich in vier Geschäftsbereiche, die wiederum verschiedene Abteilungen umfassen. Zum Geschäftsbereich 1 gehören Industrie, Öffentlichkeitsarbeit und Volkswirtschaft; ebenso die Themenfelder Innovation und Technologie sowie Energie und Umwelt. Zentrale Dienste, Recht und Steuern bilden den Geschäftsbereich 2. Der Geschäftsbereich 3 umfasst Internationales, Handel und Verkehr. Die Berufliche Bildung bildet den Geschäftsbereich 4. Dazu gehören Aus- und Weiterbildung sowie der Bereich Prüfung.
Die IHK Ostwestfalen gibt ferner monatlich das Magazin Ostwestfälische Wirtschaft heraus, organisiert Fachmessen und unterstützt die Kooperation mit internationalen Handelspartnern und Märkten, etwa durch die Internationalen Begegnungswochen Ostwestfalen meets.